# Jenikowo
Jenikowo [jɛniˈkɔvɔ] (en alemán: Hohen Schönau) es un pueblo ubicado en el distrito administrativo de Gmina Maszewo, dentro del Condado de Goleniów, Voivodato de Pomerania Occidental, en el norte de Polonia occidental. Se encuentra aproximadamente a 12 kilómetros al noreste de Maszewo, a 22 kilómetros al este de Goleniów, y a 41 kilómetros al noreste de la capital regional Szczecin.